# Stazione di Miramare
La stazione di Miramare è una fermata ferroviaria del Friuli-Venezia Giulia che si trova sul tratto ferroviario compreso tra Monfalcone e Trieste, facente parte delle linee ferroviarie Trieste-Venezia e Udine-Trieste.

## Storia
La fermata venne appositamente costruita per servire l'omonimo castello fatto edificare da Massimiliano d'Asburgo.

## Strutture e impianti
Il piazzale è dotato di due binari senza comunicazioni, entrambi serviti da una banchina e collegati da un sottopassaggio.

## Movimento
La fermata è servita da treni regionali svolti da Trenitalia nell'ambito del contratto di servizio stipulato con le Regioni interessate. Effettuano la fermata di Miramare esclusivamente i treni della direttrice Trieste - Gorizia - Udine - Venezia/Tarvisio (Orario Trenitalia, Quadri 14 e M40).

## Interscambi
A lato della fermata sale il sentiero natura che dopo circa 1,5 km fra gradini e sterrato arriva ai borghi di Contovello e Prosecco.